# Fideicomiso del NHS del Hospital Universitario de Southampton
El Fideicomiso del NHS del Hospital Universitario de Southampton (University Hospital Southampton NHS Foundation Trust  en inglés) es un fideicomiso del NHS que gestiona los siguientes hospitales: el Hospital General de Southampton, el Hospital Princess Anne, el Hospital Pediátrico de Southampton y el Centro de Maternidad del New Forest en Ashurst, Hampshire . También proporciona algunos servicios sanitarios en el Royal South Hants Hospital  y anteriormente operaba la Casa de la Condesa Mountbatten (Countess Mountbatten House), un servicio de cuidados paliativos en el hosital de Moorgreen, que desde entonces pasó a llamarse Mountbatten Hampshire. 
La empresa UHS Estates Limited fue creada como un subsidiaria por el fideicomiso en 2016. Esta empresa pretende  lograr descuentos sobre el IVA, así como ahorros en facturas, mediante la contratación de personal nuevo con contratos menos costosos fuera del NHS. Los descuentos sobre el IVA surgen debido a que los fideicomisos del NHS sólo pueden reclamar la devolución del IVA sobre un pequeño parte de los bienes y servicios que compran. La Ley del Impuesto sobre el Valor Añadido de 1994 provee un mecanismo por el cual los fideicomisos del NHS pueden calificar para reembolsos por la contratación de servicios sanitarios provinientes del sistema de salud. 

## Desarrollos
El fideicomiso tiene uno de los 11 centros de medicamentos genómicos asociados con Genomics England abiertos en Inglaterra en febrero de 2014. Todos los datos producidos en el proyecto de los 100.000 Genomas (100,000 Genomes project) se dispondrán tanto a las empresas farmacéuticas como  investigadores para ayudarles a diseñar y producir medicamentos de precisión para las generaciones futuras. 
La demanda de imágenes médicas ha aumentado entre un 10% y un 15% anual de forma acumulativa desde 2005. Ahora cuentan con 3 escáneres de resonancia magnética Siemens. 
Es uno de los mayores proveedores de servicios médicos especializados de Inglaterra. Este fideicomiso generó unos ingresos por 262,2 millones de libras esterlinas en 2014/5. 
En septiembre de 2016, el NHS de Inglaterra seleccionó el fideicomiso como uno de los doce ejemplos digitales globales . 

## Actuación
La Revista del Servicio de Salud nombró a este fideicomiso como uno de los cien mejores del NHS para trabajar en 2015. Para ese año disponía de 8.280 empleados a tiempo completo y una tasa de bajas por enfermedad del 3,45%. El 77% del personal lo recomienda como lugar de tratamiento y el 68% lo recomienda como lugar de trabajo. 
En octubre de 2018 se reportó que más de 7.000 pacientes  oftalmológicos no habían recibido citas de seguimiento adecuadas. El fideicomiso informó que esto se debió a un aumento del 5% en el número de pacientes cada año y a que la demanda de atención sanitaría había superado la capacidad en la mayoría de los fideicomisos del NHS. 
En diciembre de 2022, el hospital declaró un incidente crítico por la sobre-demanda de sus capacidades. 